# سورن سكو
سورن سكو (بالدنماركية: Søren Skou)‏ هو مسير أعمال دنماركي، ولد في 20 أغسطس 1964 في مملكة الدنمارك.